# Потомците
„Потомците“ (на английски: The Descendants) е американска комедийна драма от 2011 г. на режисьора Александър Пейн по романа на Кауи Харт Хемингс. Във филма участват Джордж Клуни, Бо Бриджис, Джуди Гриър, Шейлийн Удли и Матю Лиърд. Филмът е пуснат по кината в САЩ на 18 ноември 2011 г. от Фокс Сърчлайт Пикчърс, след като преди това е прожектиран на фестивала в Торонто.
През януари 2012 г. „Потомците“ печели два Златни глобуса и получава пет номинации за Оскари 2012.

## В ролите
| Актьор       | Роля                  |
| ------------ | --------------------- |
| Джордж Клуни | Мат Кинг              |
| Шейлийн Удли | Александра Алекс Кинг |
| Бо Бриджис   | братовчедът Хю        |
| Джуди Гриър  | Джули Спиър           |
| Матю Лиърд   | Брайън Спиър          |

## Награди и номинации
| Награда                              | Категория                      | Номиниран(и)                          | Резултат  |
| ------------------------------------ | ------------------------------ | ------------------------------------- | --------- |
| Награди на филмовата академия на САЩ | Най-добър филм                 | Най-добър филм                        | номинация |
| Награди на филмовата академия на САЩ | Най-добра мъжка роля           | Джордж Клуни                          | номинация |
| Награди на филмовата академия на САЩ | Най-добър режисьор             | Александър Пейн                       | номинация |
| Награди на филмовата академия на САЩ | Най-добър филмов монтаж        | Кевин Тент                            | номинация |
| Награди на филмовата академия на САЩ | Най-добър адаптиран сценарий   | Александър Пейн, Нат Факсън, Джим Раш | награда   |
| Награда на БАФТА                     | Най-добър филм                 | Най-добър филм                        | номинация |
| Награда на БАФТА                     | Най-добър актьор в главна роля | Джордж Клуни                          | номинация |
| Награда на БАФТА                     | Най-добър адаптиран сценарий   | Александър Пейн, Нат Факсън, Джим Раш | номинация |
| Златен глобус                        | Най-добър филм – драма         | Най-добър филм – драма                | награда   |
| Златен глобус                        | Най-добър режисьор             | Александър Пейн                       | номинация |
| Златен глобус                        | Най-добър актьор в драма       | Джордж Клуни                          | награда   |
| Златен глобус                        | Най-добра поддържаща актриса   | Шейлийн Удли                          | номинация |
| Златен глобус                        | Най-добър сценарий             | Александър Пейн, Нат Факсън, Джим Раш | номинация |